# Llanelly Railway and Dock Company
Die Llanelly Railway & Dock Company (auch Llanelly Railway, nach heutiger Rechtschreibung nachträglich auch Llanelli Railway and Dock Co.) war eine britische Eisenbahngesellschaft in Glamorganshire in Wales.

## Geschichte
Die von örtlichen Geschäftsleuten finanzierte Gesellschaft erhielt am 19. Juni 1828 die Konzession zum Bau eines Hafens und am 21. August 1835 zum Bau einer Bahnstrecke zwischen dem Hafen und den Kohlegruben der Llangennech Coal Company bei Dafen. Der örtliche Unternehmer John Biddulph junior wurde der erste Betriebsleiter. Bereits 1833 eröffnete die Gesellschaft die Bahnstrecke zu den Kohlegruben, vorerst als Pferdebahn. Am 1. Juni 1839 folgte Eröffnung der normalspurigen Bahnstrecke nach Pontarddulais. Bis 1840 wurde das Streckennetz bis nach Garnant und 1841 bis nach Cross Hands erweitert. 1841/1842 wurden die Strecke von Garnant bis nach Gwaun-Cae-Gurwen verlängert sowie eine Nebenstrecke nach Brynamman.
1842 geriet die Gesellschaft in finanzielle Schwierigkeiten, da sich der John Biddulph junior bei seinen vielen verschiedenen Unternehmungen verzettelte. 1845 trat er von seiner Funktion bei der Bahngesellschaft zurück, behielt jedoch seine Unternehmensanteile. 
Am 24. Januar 1857 wurde Llandilo und am 1. Juni 1865 Carmarthen ans Netz angeschlossen. Zum 1. Januar 1858 pachtete die Llanelly Railway & Dock Co. die gerade fertiggestellte Vale of Towy Railway (Bahnstrecke Llandeilo–Llandovery).
Am 14. Dezember 1867 wurde eine Strecke von Pontarddulais nach Swansea mit einer Zweigstrecke nach Penclawydd in Betrieb genommen, teilweise parallel zur seit 1807 bestehenden Swansea and Mumbles Railway. Die Strecken nach Carmarthen und nach Swansea wurden als selbstständige wirtschaftliche Einheiten geführt. Dies führte zu höheren Betriebskosten, da das gesamte Streckennetz der Llanelly Railway & Dock Co. nicht als solches betrieben wurde. So mussten die beiden Strecken kurze Zeit später Konkurs anmelden.
Da die Gesellschaft die Option zur Verlängerung der Pacht der Vale of Towy Railway nicht rechtzeitig ausübte, war sie gezwungen ab dem 26. Juni 1868 weitere Bahngesellschaften (Central Wales Railway, Central Wales Extension Railway und Knighton Railway) als Mitpächter zuzulassen. Damit versuchte die London and North Western Railway Zugang zum von der Great Western Railway dominierten Südwales zu bekommen.
Ab dem 1. Juli 1871 erhielt die London and North Western Railway Streckennutzungsrechte über die Strecken nach Carmathen und Swansea. Nach einem bis vor das Parlament ausgetragenen Streit wurde die Gesellschaft 1873 verpflichtet die bankrotten Strecken Llandeilo–Abergwili und Pontarddulais–Swansea (einschließlich der Zweigstrecke nach Penclawydd) an die Tochtergesellschaft Swansea and Carmarthen Railway der London and Northwestern Railway abzutreten. Die L&NWR versuchte zusätzlich noch Streckenbenutzungsrechte über das gesamte Streckennetz der Llanelly Railway & Dock Co. zu erhalten. Dieses Vorhaben wurde aber abgelehnt. Zum 1. Januar 1873 übernahm die Great Western Railway den Betrieb auf den restlichen Strecken der Llanelly Railway & Dock Co. Die Genehmigung zur Fusion erfolgte am 24. Juni 1889.

## Lokomotiven
Die ersten Dampflokomotiven Victoria und Albert (nach Victoria und Albert von Sachsen-Coburg und Gotha) wurden im Mai 1840 in Betrieb genommen.